# Deltochilum guyanense
Deltochilum guyanense är en skalbaggsart som beskrevs av Renaud Maurice Adrien Paulian 1933. Deltochilum guyanense ingår i släktet Deltochilum och familjen bladhorningar. Inga underarter finns listade i Catalogue of Life.